# William H. Simpson
Ne doit pas être confondu avec William Simpson.
Pour les articles homonymes, voir Simpson.

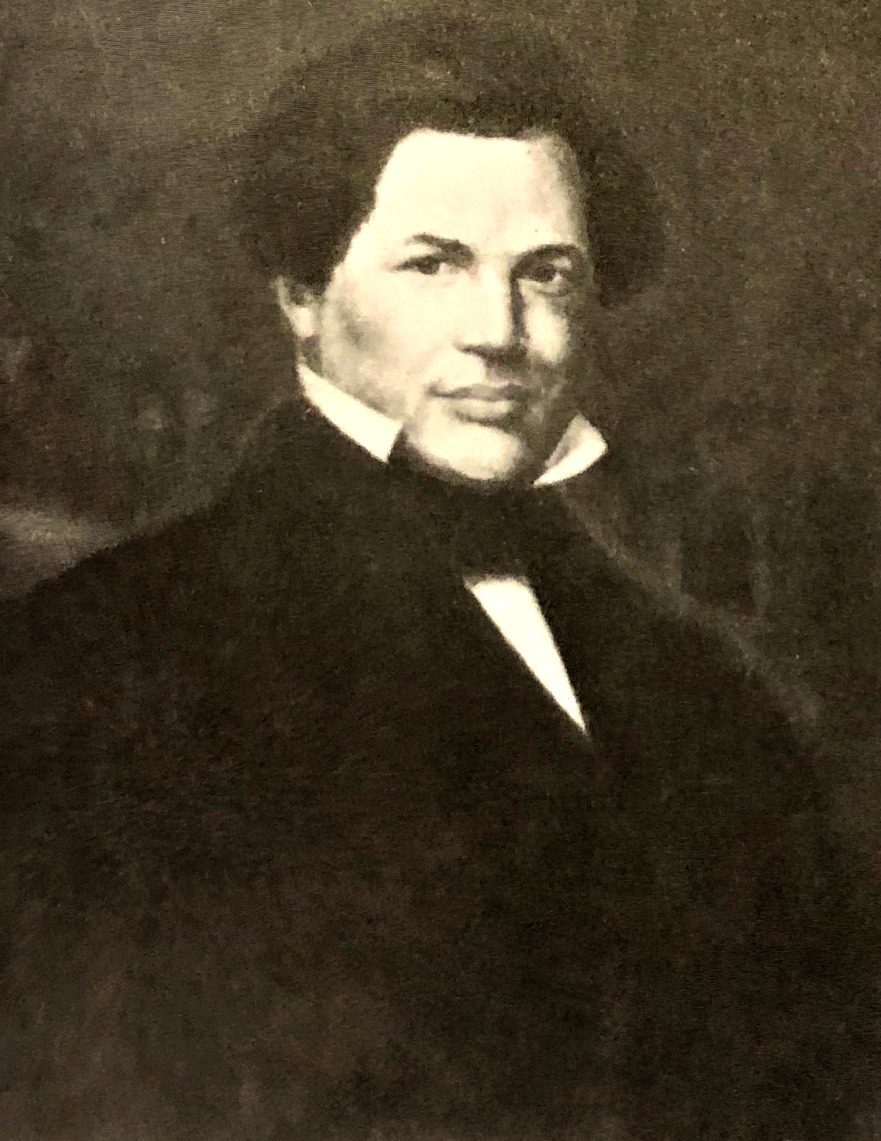
Portrait de Jermain Wesley Loguen (1835) par William Simpson.

William H. Simpson, né vers 1818 à Buffalo et mort en 1872, est un artiste afro-américain et militant des droits civiques au XIXe siècle, connu pour ses portraits.

## Biographie
William Simpson naît vers 1818 à Buffalo, dans une famille afro-américaine. Il fait son apprentissage avec le portraitiste et peintre miniature néoclassique anglo-américain Matthew Henry Wilson (1814-1892), . En 1854, il s'installe à Boston où il se fait connaître pour ses peintures de portraits . Il est connu pour ses portraits de Jermain Wesley Loguen, un ancien esclave devenu évêque de l'Église épiscopale méthodiste africaine à New York. Parmi les autres sujets de ses portraits, figurent Caroline Loguen, l'épouse de Jermain Loguen; Charles Sumner, l'abolitionniste et homme d'État ; et John T. Hilton, l'abolitionniste, auteur et homme d'affaires.
Après 1866, il retourne à Buffalo, et vit également dans toute la partie nord des États-Unis et au Canada. Il devient un orateur actif contre l'esclavage et participe au chemin de fer clandestin . Son style de peinture et son esthétique sont influencés par la peinture européenne, ce qui est courant à l'époque pour les artistes américains . Cependant, contrairement à la majorité des artistes américains de son temps, il documente la vie des premiers dirigeants afro-américains.
Ses œuvres font partie des collections de musées publics, notamment de la Howard University Gallery of Art,, et de Frick Collection dans la bibliothèque de référence d'art.